# Lars Agger
Lars Winkel Agger, född 17 september 1944 i Köpenhamn, är en svensk konstnär. Han är framför allt skulptör men arbetar även med att återskapa historiska miljöer och byggnader i form av modeller.
Lars Agger är bland annat representerad hos Statens konstråd, Örebro läns landsting och Göteborgs konstnämnd.

## Offentliga verk i urval
- Modell av Birka för Riksantikvarieämbetet 1995
- Modell Borgen brinner för Riksantikvarieämbetet 1997
- Modeller av Slottet Tre kronor för Slottsmuseet i Stockholm 1998
- Modeller av Örebro slott för Örebro kommun 2000
- Väggreliefen Historiskt landskap för Örebro läns museum 2002
- Modell av Franciskanerklostret i Enköping för Enköpings museum 2003